# Gare de Distroff
Gare de Distroff vasútállomás Franciaországban, Distroff településen.

## Vasútvonalak
Az állomást az alábbi vasútvonalak érintik:
- Thionville–Anzeling-vasútvonal

## Kapcsolódó állomások
A vasútállomáshoz az alábbi állomások vannak a legközelebb:
- Gare de Kuntzig
- Gare de Metzervisse